# Notoligotrichum bellii
Notoligotrichum bellii är en bladmossart som beskrevs av G. L. Smith 1971. Notoligotrichum bellii ingår i släktet Notoligotrichum och familjen Polytrichaceae. Inga underarter finns listade i Catalogue of Life.